# Dabana
Dabana est un village du Cameroun situé dans la région de l'Extrême Nord, le département du Mayo-Danay et l'arrondissement de Gobo.

## Localisation
Ce village est limité au nord par le village Gassoua, à l’ouest par Guimri, au sud par Bayga et à l’est par Karam 2. Ce village fait partie du canton de Bougoudoum, l'un des deux cantons de l'arrondissement de Gobo.

## Population
Lors du recensement de 2005 (RGPH3) Dabana comptait 1 280 habitants.